# Ausnahmezustand (Feuerwehr)

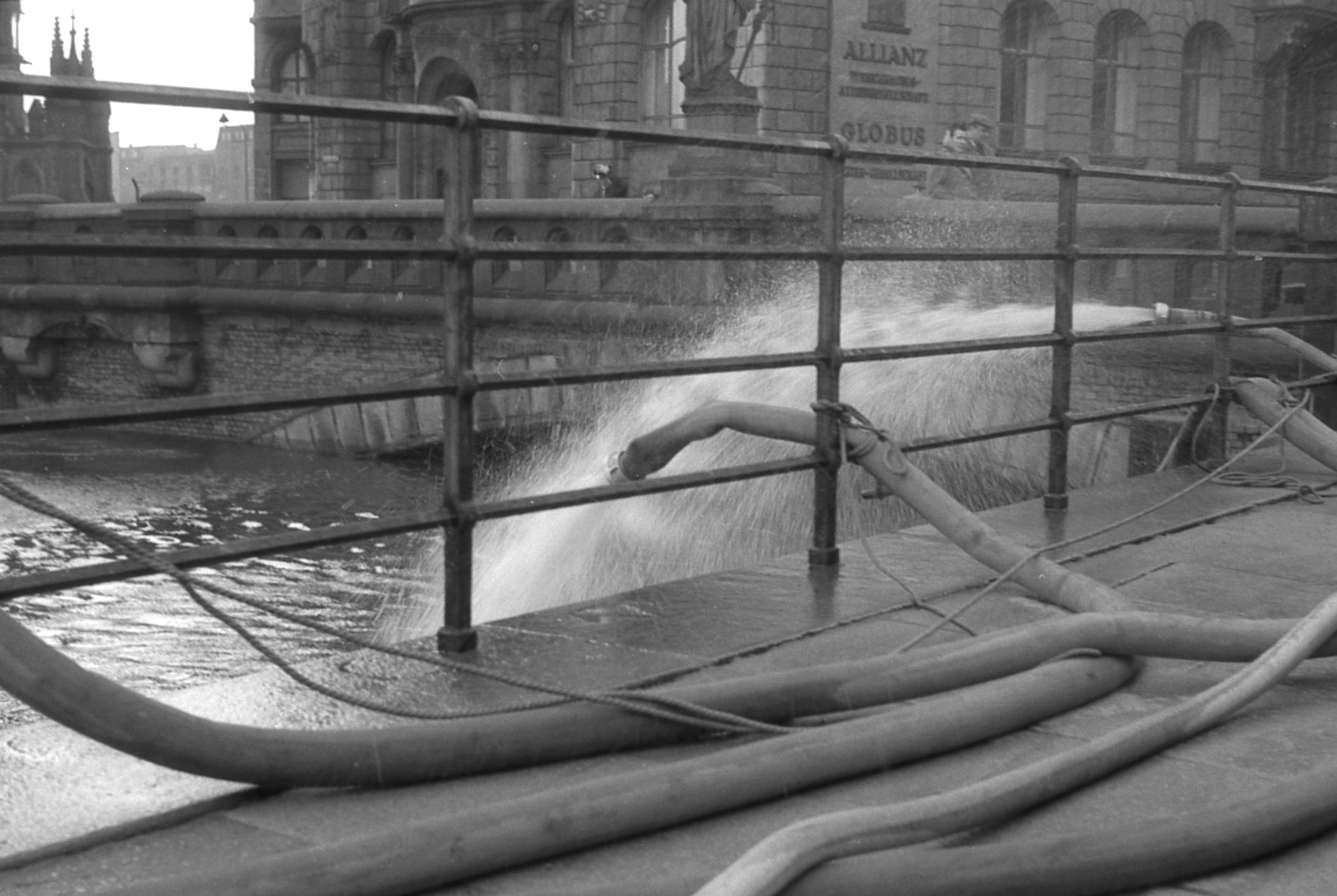
Bei der Sturmflut 1962 galt in Hamburg Ausnahmezustand für die Feuerwehr, hier Druckschläuche im Einsatz.

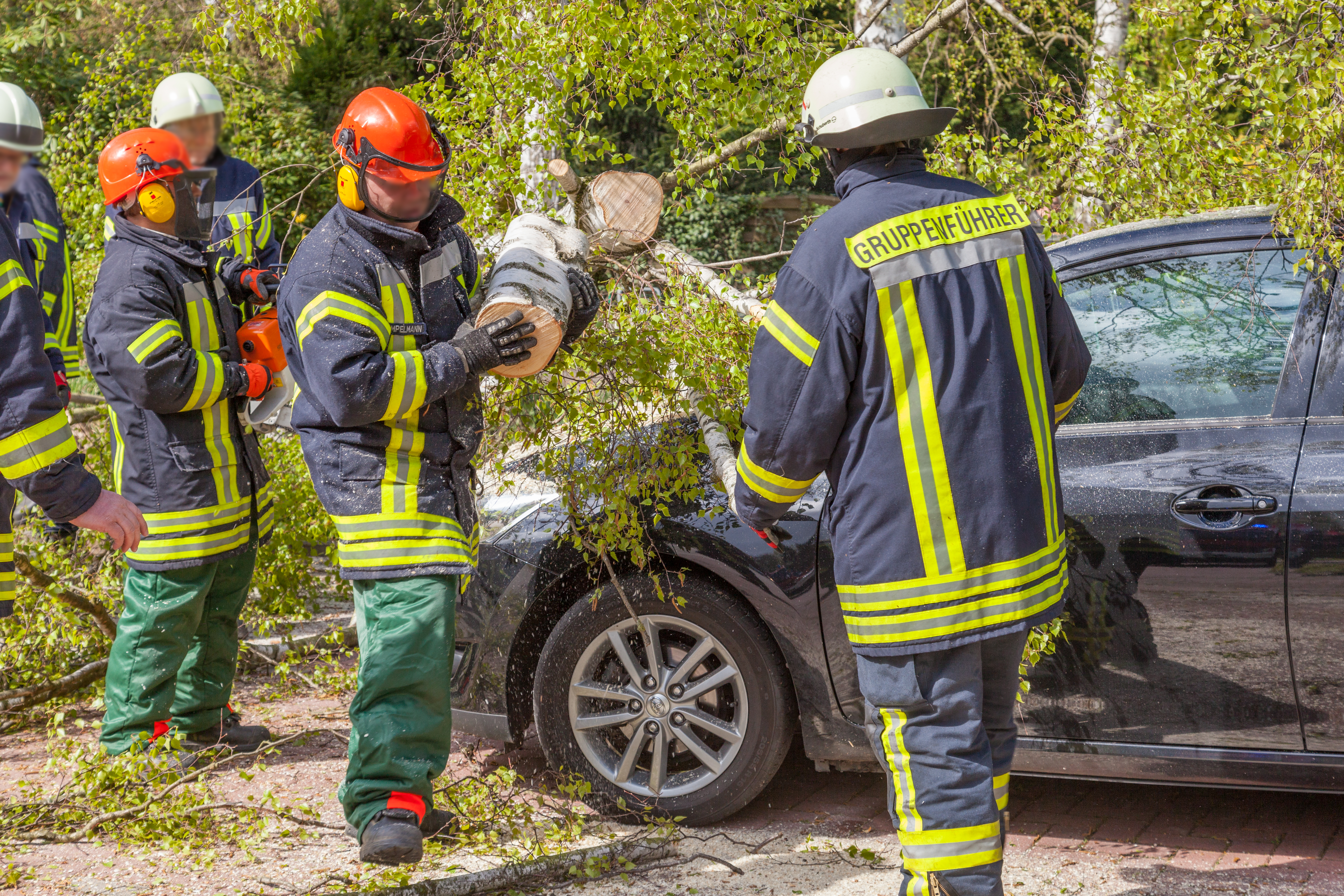
Unwetter können Auslöser für einen Ausnahmezustand sein.

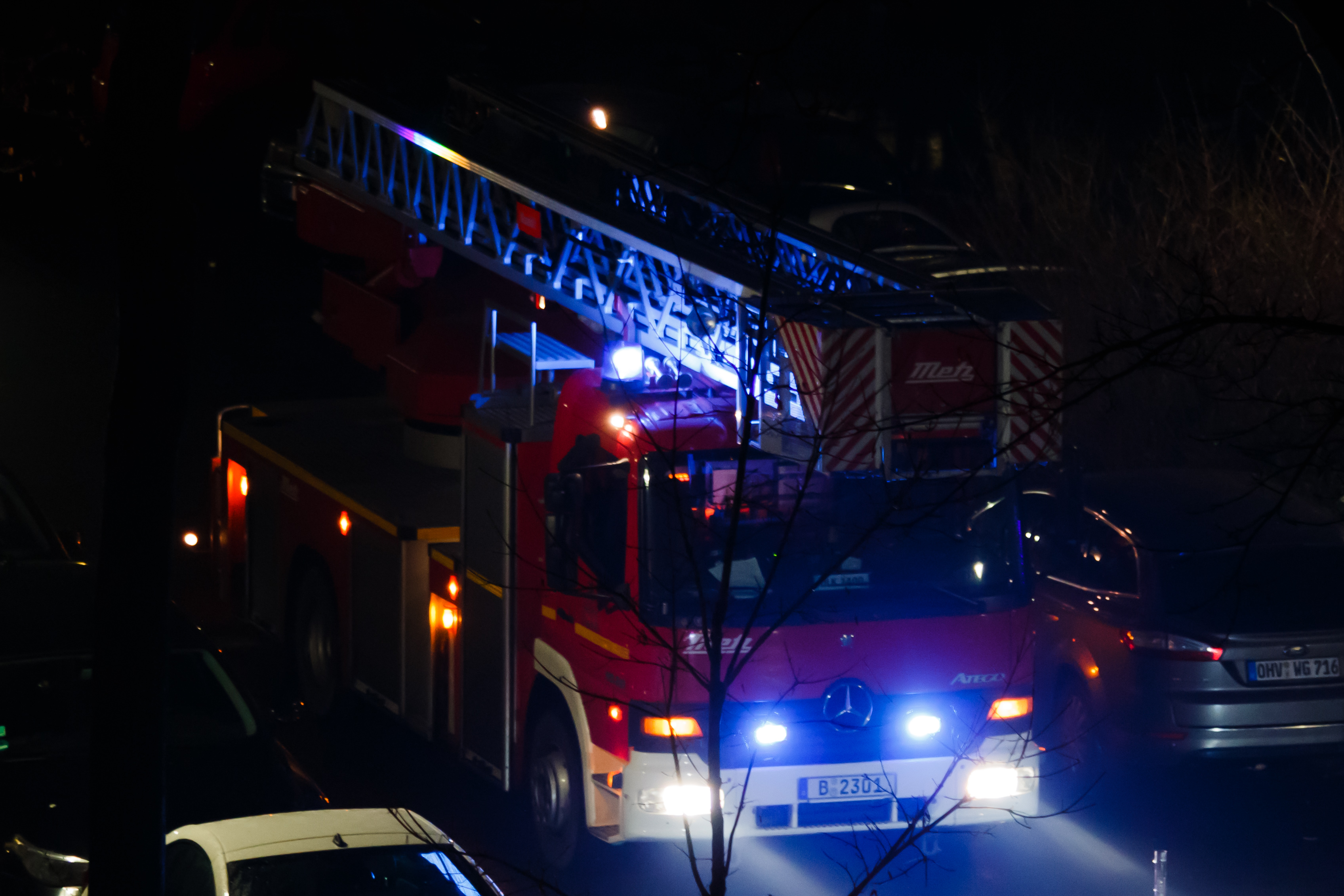
Berliner Feuerwehr während des planmäßigen Ausnahmezustands in der Silvesternacht 2014/15

Der Ausnahmezustand (ⓘ) wird in Deutschland von Hilfsorganisationen wie Feuerwehr und Rettungsdienst ausgerufen, wenn sie ihre im Feuerwehrgesetz bzw. Rettungsdienstrecht vorgeschriebenen Aufgaben bei einem außergewöhnlichen Schadensereignis nicht mehr gemäß der Alarm- und Ausrückeordnung bzw. der Regelversorgung erfüllen können.
Es ist eine einsatztaktische Anpassung der Organisationsabläufe, die im Gegensatz zum Notstand oder dem ebenfalls als Ausnahmezustand bezeichneten Staatsnotstand keine rechtlichen Auswirkungen hat, sondern wie im allgemeinen Sprachgebrauch außergewöhnliche oder unübliche Zustände beschreibt. Kann die Situation von den Behörden nicht mehr mit eigenen Kräften und Mitteln bewältigt werden, kann der Hauptverwaltungsbeamte die politische Entscheidung treffen, den Katastrophenfall auszurufen, wodurch die entsprechenden Vorschriften über die Rechte, Pflichten und Einsatzpläne während einer Katastrophe zur Geltung kommen, was im Gegensatz zum Ausnahmezustand juristische und finanzielle Konsequenzen hat.
Auslöser für einen Ausnahmezustand können ein Massenanfall von Verletzten bzw. hohe Auslastung von Rettungswagen, Extremwetterlagen oder ein Flugzeugabsturz sein, aber auch in jeder Silvesternacht ruft die Berliner Feuerwehr planmäßig einen Ausnahmezustand aus und verdoppelt die Besatzung der Einsatzleitstelle. Es werden dann beispielsweise die Freiwillige Feuerwehr oder außer Dienst befindliche Feuerwehrleute zur Wachbesetzung angefordert, Einzelfahrzeuge statt ganzer Löschzüge eingesetzt und die Einsätze nach Wichtigkeit priorisiert.